# Associazione Calcistica Perugia Calcio 2012-2013
Questa voce raccoglie le informazioni riguardanti l'Associazione Calcistica Perugia Calcio nelle competizioni ufficiali della stagione 2012-2013.

## Stagione

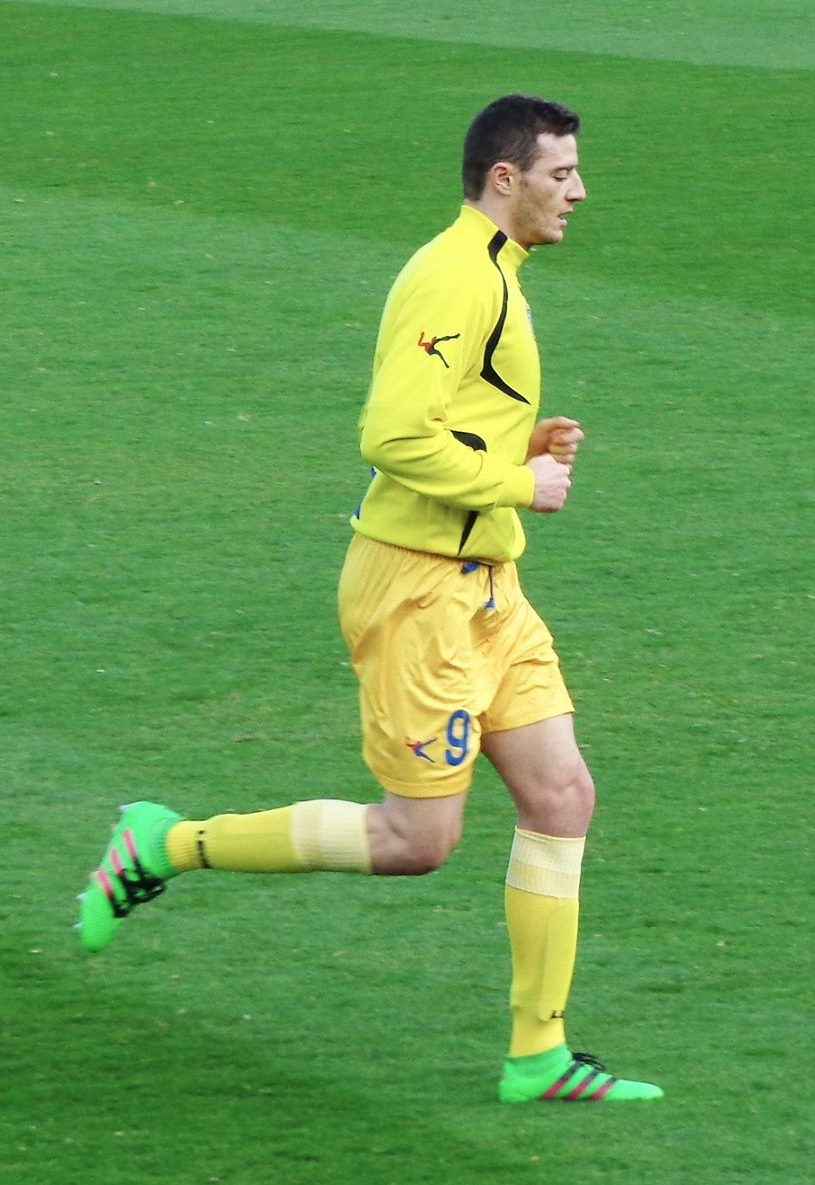
Daniel Ciofani, 16 gol nella sua unica stagione a Perugia.

La stagione 2012-2013 segna il ritorno del Perugia in Lega Pro Prima Divisione, dopo le due promozioni consecutive delle due ultime annate. In panchina viene confermato l'allenatore Pierfrancesco Battistini. Per affrontare il più probante campionato di Prima Divisione, la squadra viene profondamente rinnovata: tra i nuovi arrivi, ci sono il portiere Koprivec e l'esterno d'attacco Fabinho (entrambi dall'Udinese), i difensori Lebran (dal Parma) e Liviero (dalla Juventus), i centrocampisti Cenciarelli (dalla Fiorentina), Esposito (dal Verona) e Politano (dalla Roma), e gli attaccanti Ciofani (dal Parma) e Rantier (svincolato, ex Taranto).
La stagione dei grifoni inizia il 5 agosto 2012 in Puglia, dove gli umbri affrontano il Barletta per il primo turno di Coppa Italia; il successo esterno per 3-0 permette al Perugia l'accesso al turno successivo, in cui la squadra stavolta batte il più quotato Bari, compagine di categoria superiore, con un 4-1 maturato in casa ai supplementari. La vittoria porta i biancorossi al terzo turno, dove il loro cammino nella competizione s'interrompe per mano del Livorno, vittorioso allo stadio Armando Picchi per 4-1.
In campionato il Perugia, inserito nel girone B della Prima Divisione, grazie al successo sul campo del Barletta alla 2ª giornata conquista la vetta solitaria della classifica. Il 18 settembre 2012, pochi giorni dopo il successo nel derby umbro sul Gubbio, il club biancorosso viene penalizzato di un punto in classifica dalla Commissione Disciplinare Nazionale della FIGC per inadempienze amministrative relative alla stagione 2011-2012 (vengono comminati 60 giorni di inibizione all'amministratore Massimiliano Santopadre, e 40 al consigliere Gianni Moneti e al presidente del collegio sindacale del club Sergio Malpiedi); la sentenza viene poi confermata il 10 ottobre dalla Corte di Giustizia Federale. Sul campo invece, dopo il buon inizio, nella prima parte del girone d'andata la squadra inanella una serie di risultati altalenanti che la portano a stazionare a metà classifica. L'inizio di campionato al di sotto delle aspettative porta la dirigenza a cambiare la gestione tecnica della squadra già il 12 novembre 2012, con Battistini che viene sollevato dall'incarico assieme a Lombardi e al coordinatore dell'area tecnica Alvaro Arcipreti; nella stessa data, la società affida la panchina ad Andrea Camplone e il ruolo di vice a Giacomo Dicara (entrambi ex giocatori biancorossi negli anni 1990).
Il 3 ottobre 2012 avviene intanto l'esordio nella Coppa Italia Lega Pro. Il Perugia supera al primo turno L'Aquila al Curi con un 2-1 arrivato ai supplementari. Al secondo turno i grifoni rimontano tre reti in trasferta al Poggibonsi e superano i toscani per 4-3, approdando così alla successiva fase a gironi del terzo turno, dove il Perugia pesca Aprilia e Lecce: le tre squadre chiudono il girone a pari punti, ma gli umbri vengono eliminati a causa della differenza reti.
Tornando al campionato, l'inizio del girone di ritorno vede il Perugia inanellare una serie di risultati utili che gli permettono di scalare la classifica; a metà febbraio, le vittorie negli scontri diretti contro Pisa e Nocerina consentono alla squadra biancorossa di rientrare nella zona play-off. Il 12 maggio 2013 il Perugia chiude il campionato al secondo posto, a due lunghezze dalla capolista Avellino; i grifoni vanno così ad affrontare i play-off per l'ultimo posto utile alla promozione in Serie B, dove in semifinale incontrano il Pisa, quinto classificato nella stagione regolare: dopo la sconfitta per 1-2 patita all'andata all'Arena Garibaldi, nella sfida di ritorno il Perugia non riesce a ribaltare le sorti del doppio confronto – pur partendo dal vantaggio del miglior piazzamento in classifica –, impattando sul 2-2 al Curi e venendo di conseguenza eliminato dalla corsa alla promozione.

## Divise e sponsor
Il Perugia affronta la stagione 2012-2013 con divise realizzate da Frankie Garage Sport, azienda di abbigliamento di proprietà dell'amministratore Massimiliano Santopadre, all'esordio nel mondo del calcio. Lo sponsor principale è Risparmio Casa, azienda della grande distribuzione organizzata; è presente anche un secondo sponsor di maglia, Italproget, azienda umbra di arredamento per locali pubblici di ristorazione.
FG Sport ha proposto delle divise di rottura rispetto alla tradizione perugina: la prima casacca presenta una maglia rossa con una grande croce bianca sdoppiata – ispirata a quelle dei kamikaze giapponesi – che parte dallo stemma del club, all'altezza del cuore, e si dipana lungo tutto il petto. Il colletto è alla coreana, biancorosso, mentre i bordini delle maniche sono bianchi. Il tessuto è molto elasticizzato. Il logo del fornitore tecnico è assente dal petto, è invece presente sulla manica destra e sul retro del colletto, qui inserito all'interno di un semicerchio bianco. I pantaloncini sono bianchi con bordatura rossa, mentre i calzettoni sono totalmente rossi. Sono infine presenti numerose cuciture a vista, in bianco e in nero, su tutto il completo. La seconda divisa ripropone lo stesso stile, ma a colori invertiti, con maglia bianca, pantaloncini rossi e calzettoni bianchi, e con i numeri di maglia in nero. Stesso disegno è utilizzato anche per la terza divisa, completamente nera, che presenta stavolta la grande croce in colorazione mista biancorossa, così come le altre finiture di maglia e pantaloncini.
La divisa dell'estremo difensore è grigia, con la croce in biancorosso. Sono presenti anche altre due mute da portiere, rispettivamente in giallo e in verde; quest'ultima, inizialmente presentata come prima divisa da portiere, è stata rifiutata dalla tifoseria a causa del colore (verde con inserti rossi), troppo simile alla maglia della storica rivale del Perugia, la Ternana.
Le divise della stagione 2012-2013 – molto innovative rispetto alle classiche casacche dei grifoni – hanno spiazzato i tifosi perugini, che si sono divisi in egual misura tra entusiasti e detrattori, scatenando un forte dibattito in Internet e nei social network. In seguito a questo battage, Santopadre ha promesso delle nuove maglie per l'inizio della stagione: le nuove divise, che presentano delle migliorie (sia nei materiali che nel disegno) rispetto alle precedenti, hanno debuttato il 3 ottobre 2012 in occasione dell'esordio stagionale in Coppa Italia Lega Pro.
| Casa | Trasferta | Terza divisa |

## Organigramma societario
Area direttiva
- Amministratore unico: Massimiliano Santopadre
- Consigliere: Giovanni Moneti
- Direttore generale: Luigi Agnolin

Area organizzativa
- Direttore sportivo: Ilvano Ercoli (fino all'aprile 2013), Roberto Goretti (dall'aprile 2013)
- Segretario generale: Ilvano Ercoli
- Team manager: Simone Rubeca

Area comunicazione
- Ufficio stampa: Rosanna Fella

Area amministrazione
- Responsabile: Sandro Paiano
- Staff Studio Paiano: Chiara Cinelli, Alessia Pelosi

Area marketing
- Responsabile marketing: Riccardo Candolfi (fino all'aprile 2013), Marco Triani (dall'aprile 2013)
- Responsabile commerciale: Stefano Politelli
- Account marketing: Marco Triani (fino all'aprile 2013)
- Studio legale: Prof. Avv. Carlo Calvieri, Avv. Gianluca Calvieri

Area tecnica
- Coordinatore area tecnica: Alvaro Arcipreti (fino al 12 novembre 2012)
- Allenatore: Pierfrancesco Battistini (fino al 12 novembre 2012), Andrea Camplone (dal 12 novembre 2012)
- Allenatore in seconda: Piero Lombardi (fino al 12 novembre 2012), Giacomo Dicara (dal 12 novembre 2012)
- Preparatore atletico: Ivano Tito
- Preparatore dei portieri: Marco Bonaiuti

Area sanitaria
- Responsabile sanitario: Prof. Giuliano Cerulli
- Medici sociali: Dott. Giuseppe De Angelis, Dott. Ermanno Trinchese, Dott. Mauro Faleburle, Dott. Antonio Ceravolo
- Massaggiatore: Leonello Tosti
- Massofisioterapista: Renzo Luchini

Staff
- Addetto biglietteria: Tiziana Barbetti
- Addetto rapporti tifosi: Monica Landi
- Magazzinieri: Gino Bettucci, Fausto Maccarelli
- Custode stadio: Sergio Militi
- Gestione campi: Alberto Tomassini, Leonardo Tomassini
- Manutenzione stadio: Archiplan - Lemmi
- Delegato alla sicurezza: Fausto Castellani
- Vicedelegato alla sicurezza: Michele Diosono

## Rosa
Rosa aggiornata al 21 febbraio 2013.
| N. |                     | Ruolo | Calciatore               |
| -- | ------------------- | ----- | ------------------------ |
|    | Italia (bandiera)   | P     | Daniele Giordano         |
|    | Slovenia (bandiera) | P     | Jan Koprivec             |
|    | Italia (bandiera)   | P     | Mirko Pinti              |
|    | Italia (bandiera)   | D     | Matteo Anania            |
|    | Italia (bandiera)   | D     | Luca Cacioli             |
|    | Italia (bandiera)   | D     | Francesco Cangi          |
|    | Italia (bandiera)   | D     | Andrea De Rossi          |
|    | Svezia (bandiera)   | D     | Carlos Wilhelm Garcia    |
|    | Italia (bandiera)   | D     | Nicholas Giani           |
|    | Italia (bandiera)   | D     | Fabio Lebran             |
|    | Italia (bandiera)   | D     | Matteo Liviero           |
|    | Italia (bandiera)   | D     | Bruno Martella           |
|    | Italia (bandiera)   | D     | Leonardo Massoni         |
|    | Brasile (bandiera)  | D     | Jefferson Alves Oliveira |
|    | Italia (bandiera)   | D     | Adriano Russo            |
|    | Italia (bandiera)   | D     | Andrea Zanchi            |
|    | Italia (bandiera)   | C     | Federico Barra           |

| N. |                    | Ruolo | Calciatore                    |
| -- | ------------------ | ----- | ----------------------------- |
|    | Brasile (bandiera) | C     | Eduardo Luis Carloto          |
|    | Italia (bandiera)  | C     | Diego Cenciarelli             |
|    | Italia (bandiera)  | C     | Francesco Dettori             |
|    | Italia (bandiera)  | C     | Francesco Di Tacchio          |
|    | Italia (bandiera)  | C     | Gennaro Esposito              |
|    | Italia (bandiera)  | C     | Vincenzo Italiano             |
|    | Italia (bandiera)  | C     | Alessio Moneti                |
|    | Italia (bandiera)  | C     | Marco Moscati                 |
|    | Italia (bandiera)  | C     | Gianluca Nicco                |
|    | Italia (bandiera)  | C     | Gabriele Paonessa             |
|    | Italia (bandiera)  | C     | Matteo Politano               |
|    | Italia (bandiera)  | A     | Daniel Ciofani                |
|    | Italia (bandiera)  | A     | Giampiero Clemente (capitano) |
|    | Brasile (bandiera) | A     | Fabinho                       |
|    | Francia (bandiera) | A     | Julien Rantier                |
|    | Italia (bandiera)  | A     | Romano Tozzi Borsoi           |

## Calciomercato

### Sessione estiva(dal 1º/7 al 31/8)
| Acquisti | Acquisti                 | Acquisti   | Acquisti          |
| R.       | Nome                     | da         | Modalità          |
| -------- | ------------------------ | ---------- | ----------------- |
| P        | Jan Koprivec             | Udinese    | compartecipazione |
| P        | Mirko Pinti              |            |                   |
| D        | Carlos Wilhelm Garcia    | Juventus   | prestito          |
| D        | Fabio Lebran             | Parma      | prestito          |
| D        | Matteo Liviero           | Juventus   | prestito          |
| D        | Bruno Martella           | Sampdoria  | prestito          |
| D        | Jefferson Alves Oliveira | Udinese    | prestito          |
| C        | Diego Cenciarelli        | Fiorentina | prestito          |
| C        | Francesco Di Tacchio     | Fiorentina | prestito          |
| C        | Gennaro Esposito         | Verona     | prestito          |
| C        | Gabriele Paonessa        | Parma      | prestito          |
| C        | Matteo Politano          | Roma       | prestito          |
| A        | Daniel Ciofani           | Parma      | prestito          |
| A        | Fabinho                  | Udinese    | prestito          |
| A        | Julien Rantier           | -          | svincolato        |

| Cessioni | Cessioni             | Cessioni   | Cessioni    |
| R.       | Nome                 | a          | Modalità    |
| -------- | -------------------- | ---------- | ----------- |
| P        | Nicola Braccalenti   |            |             |
| P        | Pasquale Despucches  |            |             |
| D        | Pierluigi Borghetti  |            |             |
| D        | Nicolò Curti         |            |             |
| D        | Simone Di Dio        |            |             |
| D        | Daniele Proietti     |            |             |
| D        | Niccolò Pupeschi     |            |             |
| D        | Andrea Zanchi        | Bellinzona | prestito    |
| C        | Alessio Benedetti    |            |             |
| C        | Alessandro Borgese   |            |             |
| C        | Gianmarco Giuliacci  |            |             |
| C        | Nicolò Luchini       |            |             |
| C        | Daniel Margarita     | -          | risoluzione |
| C        | Francesco Mocarelli  |            |             |
| C        | Michele Sansotta     |            |             |
| A        | Pietro Balistreri    |            |             |
| A        | Sebastián Bueno      |            |             |
| A        | Daniele Ferri Marini |            |             |
| A        | Niccolò Gucci        | -          | risoluzione |
| A        | Ettore Padovani      |            |             |

### Sessione invernale(dal 3/1 al 31/1)
| Acquisti | Acquisti          | Acquisti   | Acquisti      |
| R.       | Nome              | da         | Modalità      |
| -------- | ----------------- | ---------- | ------------- |
| D        | Francesco Cangi   | Verona     | prestito      |
| D        | Nicholas Giani    | Vicenza    | prestito      |
| D        | Leonardo Massoni  | Sassuolo   | definitivo    |
| D        | Andrea Zanchi     | Bellinzona | fine prestito |
| C        | Francesco Dettori | Chievo     | prestito      |
| C        | Gianluca Nicco    | Pescara    | prestito      |

| Cessioni | Cessioni                 | Cessioni   | Cessioni      |
| R.       | Nome                     | a          | Modalità      |
| -------- | ------------------------ | ---------- | ------------- |
| D        | Bruno Martella           | Sampdoria  | fine prestito |
| D        | Jefferson Alves Oliveira | Udinese    | fine prestito |
| C        | Eduardo Luis Carloto     | Venezia    | prestito      |
| C        | Francesco Di Tacchio     | Fiorentina | fine prestito |
| C        | Gabriele Paonessa        | Parma      | fine prestito |

### Operazioni esterne alle sessioni
| Acquisti | Acquisti          | Acquisti | Acquisti   |
| R.       | Nome              | a        | Modalità   |
| -------- | ----------------- | -------- | ---------- |
| C        | Vincenzo Italiano | -        | svincolato |

## Risultati

### Campionato

#### Girone di andata
| Arbitro: | Saia (Palermo) |

|                            |           |              |
| Rantier 49’ D. Ciofani 85’ | Marcatori | 79’ Altinier |

| Arbitro: | Aversano (Treviso) |

|  |           |              |
|  | Marcatori | 36’ Politano |

| Arbitro: | Aureliano (Bologna) |

|                                 |           |  |
| Di Tacchio 44’ Tozzi Borsoi 85’ | Marcatori |  |

| Arbitro: | Dei Giudici (Latina) |

|            |           |              |
| La Rosa 2’ | Marcatori | 23’ Politano |

| Arbitro: | Ghersini (Genova) |

|              |           |                               |
| Politano 27’ | Marcatori | 11’ Fondi 63’ (rig.) Favasuli |

| Arbitro: | Benassi (Bologna) |

|                       |           |  |
| Evacuo 50’ Mazzeo 74’ | Marcatori |  |

| Arbitro: | Bindoni (Venezia) |

|             |           |                   |
| Catania 32’ | Marcatori | 45+1’ G. Esposito |

| Arbitro: | Abisso (Palermo) |

|                                        |           |  |
| Rantier 8’ D. Ciofani 35’ Politano 57’ | Marcatori |  |

| Arbitro: | Merlino (Udine) |

|                                          |           |                |
| Tortolano 8’ Barraco 45+2’ Sacilotto 62’ | Marcatori | 14’ D. Ciofani |

| Arbitro: | Lanza (Nichelino) |

|                                      |           |                                                         |
| Clemente 60’ (rig.) Tozzi Borsoi 79’ | Marcatori | 14’ (rig.), 31’ Fioretti 82’ Quadri 90+2’ (aut.) Lebran |

| Arbitro: | Maresca (Napoli) |

|                              |           |                           |
| Tozzi Borsoi 4’ Politano 44’ | Marcatori | 90’ Frara 90+1’ Santoruvo |

| Sorrento 2 dicembre 2012, ore 15:00 CET 12ª giornata | Sorrento        | 0 – 0 referto | Perugia | Stadio Italia (1 500 circa spett.)\| Arbitro: \| Pezzuto (Lecce) \| |
| Arbitro:                                             | Pezzuto (Lecce) |               |         |                                                                     |

| Arbitro: | Giovani (Grosseto) |

|                                              |           |           |
| D. Ciofani 40’, 80’ Politano 56’ Moscati 58’ | Marcatori | 87’ Sorbo |

| Arbitro: | Sacchi (Macerata) |

|                             |           |  |
| L. Benedetti 21’ Casini 74’ | Marcatori |  |

| Arbitro: | D'Angelo (Ascoli Piceno) |

|                         |           |  |
| D. Ciofani 3’, 56’, 87’ | Marcatori |  |

#### Girone di ritorno
| Arbitro: | Benassi (Bologna) |

|  |           |                |
|  | Marcatori | 37’ D. Ciofani |

| Arbitro: | Dei Giudici (Latina) |

|  |           |            |
|  | Marcatori | 81’ Meduri |

| Arbitro: | Ghersini (Genova) |

|                              |           |                                                       |
| Caccavallo 48’ Baccolo 90+1’ | Marcatori | 1’ (aut.) Gălăbinov 36’ (rig.) D. Ciofani 85’ Rantier |

| Arbitro: | Saia (Palermo) |

|                            |           |  |
| D. Ciofani 9’ Politano 50’ | Marcatori |  |

| Arbitro: | Minelli (Varese) |

|  |           |               |
|  | Marcatori | 8’ D. Ciofani |

| Arbitro: | Aureliano (Bologna) |

|                        |           |           |
| Fabinho 6’ Rantier 87’ | Marcatori | 9’ Mazzeo |

| Arbitro: | Cifelli (Campobasso) |

|             |           |           |
| Dettori 46’ | Marcatori | 28’ Arini |

| Arbitro: | Greco (Lecce) |

|  |           |             |
|  | Marcatori | 88’ Moscati |

| Arbitro: | Abisso (Palermo) |

|                        |           |               |
| Politano 41’ Nicco 80’ | Marcatori | 90’ Jefferson |

| Arbitro: | Pelagatti (Arezzo) |

|                        |           |                                                 |
| Carboni 67’ Masini 79’ | Marcatori | 19’ (aut.) Sirignano 37’, 48’ Fabinho 53’ Nicco |

| Arbitro: | Maresca (Napoli) |

|  |           |          |
|  | Marcatori | 6’ Nicco |

| Arbitro: | Pezzuto (Lecce) |

|                         |           |           |
| Dettori 32’ Fabinho 83’ | Marcatori | 76’ Salvi |

| Arbitro: | Ghersini (Genova) |

|                  |           |  |
| L. Benedetti 71’ | Marcatori |  |

| Arbitro: | Bruno (Torino) |

|                                        |           |  |
| Tozzi Borsoi 31’, 48’ (rig.) Nicco 77’ | Marcatori |  |

| Arbitro: | Giovani (Grosseto) |

|  |           |                        |
|  | Marcatori | 13’ Lebran 74’ Dettori |

#### Play-off
| Arbitro: | Maresca (Napoli) |

|                    |           |             |
| L. Gatto 8’, 45+3’ | Marcatori | 55’ Moscati |

| Arbitro: | Aureliano (Bologna) |

|                            |           |                       |
| D. Ciofani 79’ Rantier 84’ | Marcatori | 3’ Rizzo 86’ Favasuli |

### Coppa Italia
| Arbitro: | Albertini (Ascoli Piceno) |

|  |           |                                               |
|  | Marcatori | 10’ Tozzi Borsoi 23’ Clemente 90+2’ Benedetti |

| Arbitro: | Giancola (Vasto) |

|                                                |           |              |
| Clemente 42’ D. Ciofani 97’ Fabinho 109’, 113’ | Marcatori | 41’ Albadoro |

| Arbitro: | Valeri (Roma) |

|                                       |           |                     |
| Siligardi 55’, 57’ Dionisi 68’, 90+3’ | Marcatori | 45’ (rig.) Clemente |

### Coppa Italia Lega Pro
| Arbitro: | Marini (Roma) |

|                          |           |                |
| Fabinho 32’ Clemente 91’ | Marcatori | 52’ U. Improta |

| Arbitro: | Paolini (Ascoli Piceno) |

|                                 |           |                                                           |
| Salvatori 12’, 45+2’ Cicali 34’ | Marcatori | 53’ Di Tacchio 54’, 81’ D. Ciofani 56’ (aut.) N. Bianconi |

| Arbitro: | Rocca (Vibo Valentia) |

|                   |           |              |
| Stankovic 7’, 77’ | Marcatori | 85’ Politano |

| Arbitro: | Chiffi (Padova) |

|                          |           |              |
| Politano 10’ Moscati 37’ | Marcatori | 19’ Memushaj |

## Statistiche
Statistiche aggiornate al 2 giugno 2013.

### Statistiche di squadra
| Competizione             | Punti | In casa | In casa | In casa | In casa | In casa | In casa | In trasferta | In trasferta | In trasferta | In trasferta | In trasferta | In trasferta | Totale | Totale | Totale | Totale | Totale | Totale | DR  |
| Competizione             | Punti | G       | V       | N       | P       | Gf      | Gs      | G            | V            | N            | P            | Gf           | Gs           | G      | V      | N      | P      | Gf     | Gs     | DR  |
| ------------------------ | ----- | ------- | ------- | ------- | ------- | ------- | ------- | ------------ | ------------ | ------------ | ------------ | ------------ | ------------ | ------ | ------ | ------ | ------ | ------ | ------ | --- |
| Lega Pro Prima Divisione | 58    | 15      | 10      | 2       | 3       | 31      | 15      | 15           | 8            | 3            | 4            | 17           | 14           | 30     | 18     | 5      | 7      | 48     | 29     | +19 |
| Play-off                 | -     | 1       | 0       | 1       | 0       | 2       | 2       | 1            | 0            | 0            | 1            | 1            | 2            | 2      | 0      | 1      | 1      | 3      | 4      | -1  |
| Coppa Italia             | -     | 1       | 1       | 0       | 0       | 4       | 1       | 2            | 1            | 0            | 1            | 4            | 4            | 3      | 2      | 0      | 1      | 8      | 5      | +3  |
| Coppa Italia Lega Pro    | -     | 2       | 2       | 0       | 0       | 4       | 2       | 2            | 1            | 0            | 1            | 5            | 5            | 4      | 3      | 0      | 1      | 9      | 7      | +2  |
| Totale                   | -     | 19      | 13      | 3       | 3       | 41      | 20      | 20           | 10           | 3            | 7            | 27           | 25           | 39     | 23     | 6      | 10     | 68     | 45     | +23 |

## Giovanili

### Organigramma societario
Area direttiva
- Responsabile settore giovanile: Roberto Goretti (fino all'aprile 2013)
- Responsabile area tecnica-organizzativa-amministrativa: Mauro Lucarini
- Direttore sportivo: Mirko Vagnoli
- Direttore sportivo Berretti: Stefano De Francesco
- Responsabile dirigenti: Michele Cesaro
- Responsabile osservatori area Lazio: Bruno Toralbi
- Responsabile segreteria: Daniela Zampini
- Segretaria settore agonistico: Rachele De Santis

Scuola Calcio "A.C. Perugia Football Academy"
- Testimonial: Franco Vannini
- Segretaria Scuola Calcio: Daniela Mezzanotte